# Лос-Альтос (Техас)
Лос-Альтос (англ. Los Altos) — переписна місцевість (CDP) в США, в окрузі Вебб штату Техас. Населення — 175 осіб (2020).

## Географія
Лос-Альтос розташований за координатами 27°29′26″ пн. ш. 99°23′9″ зх. д. / 27.49056° пн. ш. 99.38583° зх. д. (27.490491, -99.385823).  За даними Бюро перепису населення США в 2010 році переписна місцевість мала площу 0,10 км², уся площа — суходіл.

## Демографія
Згідно з переписом 2010 року, у переписній місцевості мешкало 140 осіб у 32 домогосподарствах у складі 26 родин. Густота населення становила 1421 особа/км².  Було 40 помешкань (406/км²).
Расовий склад населення:
| - 100,0 % — білих |

До двох чи більше рас належало 0,0 %. Частка іспаномовних становила 100,0 % від усіх жителів.
За віковим діапазоном населення розподілялося таким чином: 41,4 % — особи молодші 18 років, 52,2 % — особи у віці 18—64 років, 6,4 % — особи у віці 65 років та старші. Медіана віку мешканця становила 25,0 року. На 100 осіб жіночої статі у переписній місцевості припадало 91,8 чоловіків;  на 100 жінок у віці від 18 років та старших — 90,7 чоловіків також старших 18 років.
Цивільне працевлаштоване населення становило 11 осіб. Основні галузі зайнятості: науковці, спеціалісти, менеджери — 100,0 %.